# 赤松子

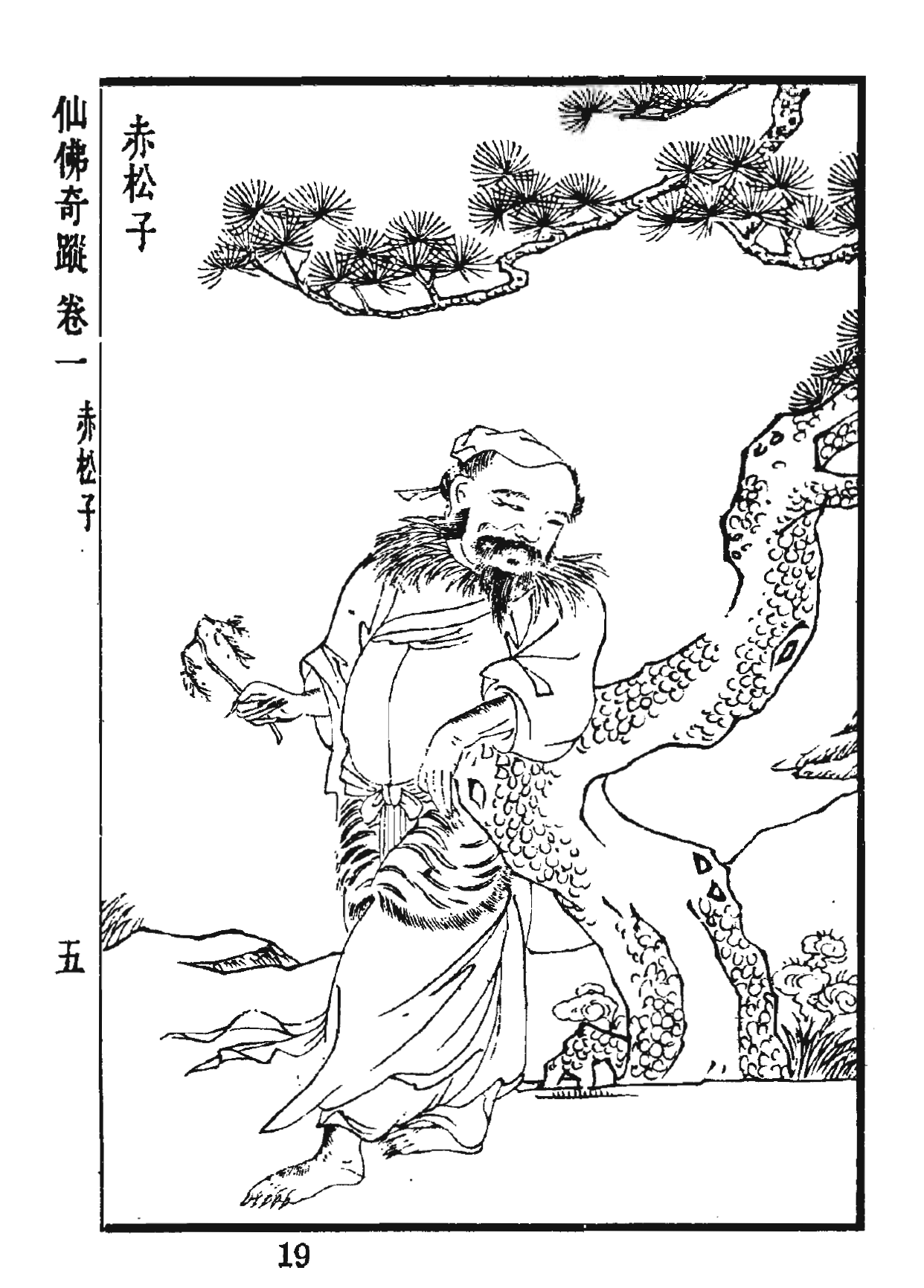
仙佛奇蹤 卷一 赤松子

赤松子又名赤诵子，号左圣南极南岳真人，又稱左仙太虚真人，秦汉传说中的上古仙人，與王子喬並列為長生的代表。

## 簡介
《太平寰宇记》说赤松子是在金华的赤松山（金华山），以火自焚尸解升天，其处为赤松涧，故山上有赤松祠。
刘向的《列仙传》记载赤松子本是神农时人，为雨师，他服食水玉，把它教给神农，能够在烈火中任火烧烤。赤松子常常去昆仑山上，在西王母的石室之中歇息，随风雨自由上下。炎帝的小女儿曾跟随他，亦成仙飞升而去。又据《韩诗外传》载，赤松子曾为帝喾之师。
关于赤松子服水玉一事，文献中记载中多有不同。《山海经·南山经》注中说赤松子所服食的水玉就是水精（水晶），干宝的《搜神记》则称为冰玉散，葛洪的《抱朴子》则说赤松子服食的是神丹，并有赤松子丹法传世。相传也是葛洪所著的《神仙传》中则称黃初平（皇初平）为赤松子，服松腊茯苓。《丹台录》则称赤松子为昆林仙伯，辖牿南岳山，可化玉为水而服。
《史记·留侯世家》记载西汉名臣张良在辅助刘邦建立政权后，为保全自己，功成身退，对汉高祖说：“愿弃人间事，欲从赤松子游耳”。由此人们相传此赤松子就是那个早年传张良兵法的黄石公。但是在《太平广记》中也有记载墨子年八十二岁时“世事已可知，荣位非常保，将委流俗，以从赤松子游耳”之叹，与《史记》中张良语相似。連蔡澤、趙高都曾把赤松子與王子喬並列。
相傳香港奉祀的「黃大仙」黃初平是赤松子所度，故亦稱赤松黃真人。

## 流行文化
漫畫《火鳳燎原》中所出現雨神赤松子是由司馬懿假扮的。作者將之描繪成上披草領、下繫皮裙、蓬頭赤足，指甲長如利爪，遍身黃毛覆蓋，神出鬼沒的怪人。司馬懿藉扮演赤松子施展降大雨、引天雷的神行之術，擾亂敵軍。
近世网络玄幻小说《搜神记》《莽荒记》《遮天》中也有提到赤松子。
電腦遊戲《軒轅劍4》中將赤松子安排為壺中仙在秦代的一個化名。在遊戲中他為了完成諧律之夢而幫助秦始皇統一天下六國，並化身黃石老人將兵法書傳授給男主角張良。